# Stara Ves Košnička
Stara Ves Košnička is een plaats in de gemeente Desinić in de Kroatische provincie Krapina-Zagorje. De plaats telt 22 inwoners (2001).